# キングウィリアムズタウン
キングウィリアムズタウン（King William's Town）は、南アフリカ共和国の都市。人口は34,019人(2011年）。東ケープ州のバッファローシティー地方自治体に属し、バッファロー川沿いに位置する。インド洋に面する港湾都市イーストロンドンからは西北西に位置する。2021年2月23日、キングウィリアムズタウンからQonceへの改称が発表された。
キングウィリアムズタウンはアマトラ山脈のふもとの標高389mの地点に位置し、農業地帯の真っただ中にある。バッファローシティー地方自治体においては、イーストロンドンに次いで2番目に人口の多い町であり、ビショよりも多い。民族内訳では黒人が約65パーセントで最も多く、次いでカラードが約26パーセント、白人が約6パーセントを占める。また母語話者別の統計ではコサ語が約55パーセントで最も多く、アフリカーンス語が約27パーセント、英語が約14パーセントとなっている。
キングウィリアムズタウンはコーサ戦争中の1835年5月に建設された。町の名前はウィリアム4世にちなんで名づけられた。この町は1836年12月に一度放棄されたものの、1846年に再占領され、1847年にはこの地域を植民地化したカフラリア植民地の首都となり、1865年にカフラリアがケープ植民地に併合されるまでその地位にあった。1877年5月5日にはイーストロンドンとを結ぶ鉄道が開通し、インド洋とコーサ人の地を結ぶ鉄道の拠点となった。キングウィリアムズタウンは牛や羊を飼育する牧場地帯の中心部にあり、織物、石鹸、ろうそく、菓子、衣服などの工場が存在する。
キングウィリアムズタウンの出身者のうち最も著名な人物は、黒人解放運動家のスティーブ・ビコである。彼は1946年にこの町で生まれ、1973年に政治活動を禁じられたのちは1977年に政府によって殺害されるまでこの町で軟禁下にあったが、この町で軟禁されている間にも共同体の診療所プロジェクトなどいくつかの草の根プロジェクトを成功させ、名声を得ていた。